# Cratere Zernike
Zernike è un cratere lunare intitolato al fisico olandese Frits Zernike.
È situato sulla faccia nascosta della Luna, a nordovest del più grande cratere Anderson. Come molti crateri sulla faccia nascosta, questa formazione è stata rovinata da impatti, ed il cratere è consunto ed eroso, soprattutto nella metà meridionale. Diversi piccoli crateri minori ne coprono il bordo, o si trovano sul frastagliato fondo interno.

## Crateri correlati
Alcuni crateri minori situati in prossimità di Zernike sono convenzionalmente identificati, sulle mappe lunari, attraverso una lettera associata al nome.
| Zernike | Latitudine | Longitudine | Diametro |
| ------- | ---------- | ----------- | -------- |
| T       | 18,5° N    | 166,9° E    | 17 km    |
| W       | 19,6° N    | 166,8° E    | 27 km    |
| Z       | 20,9° N    | 168,0° E    | 30 km    |